# Ignacy Jeż

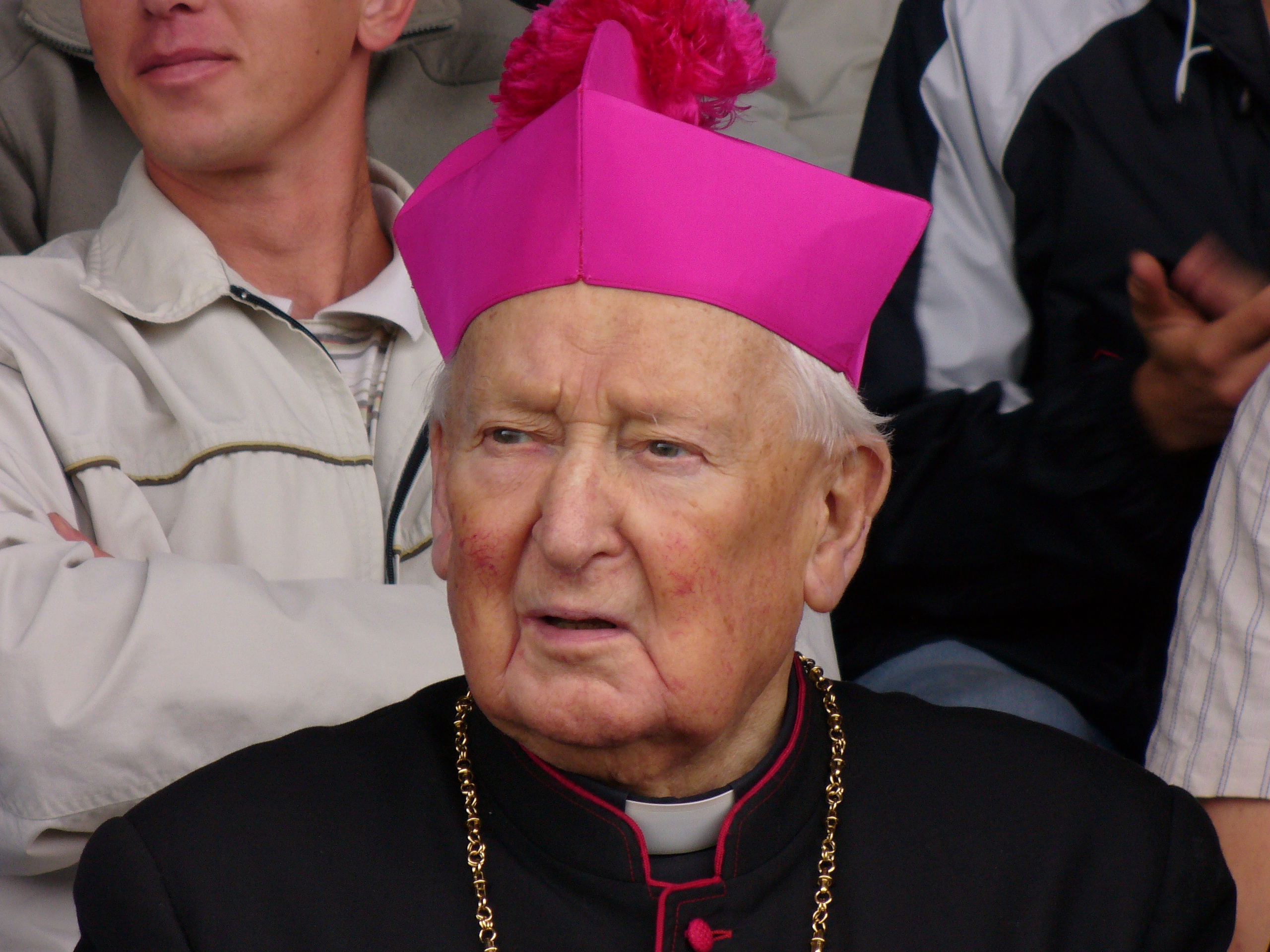
Ignacy Jeż (2007)

Ignacy Ludwik Jeż (31 tháng 7 năm 1914, Radomyśl Wielki  - 16 tháng 10 năm 2007) là một giám mục của Giáo hội Công giáo người Ba Lan.

## Cuộc đời
Ignacy Ludwik Jeż sinh ra tại thị trấn Radomyśl Wielki của Ba Lan vào ngày 31 tháng 7 năm 1914. Ông được thụ phong linh mục vào ngày 20 tháng 6 năm 1937. Năm 1942, ông bị đưa đến trại lao động Niemców và sau đó bị giam giữ tại trại tập trung Dachau như một tù nhân với só từ là 37196, nơi đây ông đã gặp linh mục đồng đạo Joseph Kentenich.
Năm 1967, Ignacy Ludwik Jeż được bổ nhiệm làm Giám mục Phụ tá của Tổng Giáo phận Công giáo Wrocław. Năm 1972, ông được bổ nhiệm làm Giám mục của giáo phận Koszalin-Kołobrzeg, thuộc miền bắc Ba Lan. Ông giữ chức vụ này cho đến ngày 1 tháng 2 năm 1992, khi đến tuổi 77, yêu cầu từ chức của ông được Giáo hoàng Giáo hoàng Gioan Phaolô II chấp nhận. In 2007 he received the Grand Cross of the Polonia Restituta.
Ignacy Ludwik Jeż qua đời vào ngày 16 tháng 10 năm 2007 tại Rome, Ý, một ngày trước khi ông nhận được thông báo của Giáo hoàng Biển Đức XVI đã lên kế hoạch phong ông làm hồng y (với lễ tấn phong ngày 24 tháng 11 năm 2007).